# Juan Pablo Montes
Juan Pablo Montes Montes (Sulaco, 26 ottobre 1985) è un calciatore honduregno, difensore del Vida.

## Carriera

### Club
Ha giocato nella prima divisione honduregna.

### Nazionale
Ha partecipato ai Mondiali del 2014.

## Palmarès

### Club

#### Competizioni nazionali
- Campionato honduregno: 5

Motagua: 2014-2015 Apertura, 2016-2017 Apertura, 2016-2017 Clausura, 2018-2019 Apertura, 2018-2019 Clausura